# Sugar (IHM)
Pour les articles homonymes, voir Sugar.
Sugar est une interface homme-machine développée pour le projet One Laptop per Child (OLPC) et, depuis mai 2008, développée par SugarLabs. À la différence de la plupart des environnements de bureau il ne cherche pas à reprendre la métaphore du bureau et se concentre sur une seule tâche à la fois.
Il est écrit en langage interprété python, alors que la plupart des autres environnements de bureau sont écrits en langage compilé tel que le C.
Les principaux développeurs sont Christopher Blizzard, Marco Pesenti Gritti, Eben Eliason, Tomeu Vizoso, Simon Schampijer, Dan Williams, Walter Bender, Christian Schmidt, Lisa Strausfeld, et Takaaki Okada. La communauté open source a aussi grandement contribué à Sugar.

## Fonctionnalités et leur historique

### Multi plates-formes
Sugar est utilisé par l'ordinateur portable OLPC XO-1 et est également disponible comme une option de session sur Ubuntu, Mandriva et ses variantes Mageia et OpenMandriva Lx.
Certaines déclinaisons de distributions Linux emploient Sugar :
- Trisquel Sugar TOAST
- Fedora SOAS Spin

## SoaS
SoaS (Sugar on a Stick) est une plateforme d'apprentissage sous linux, disponible sous la forme d'une clé Live USB ou de logiciels installables.